# Trsická lípa

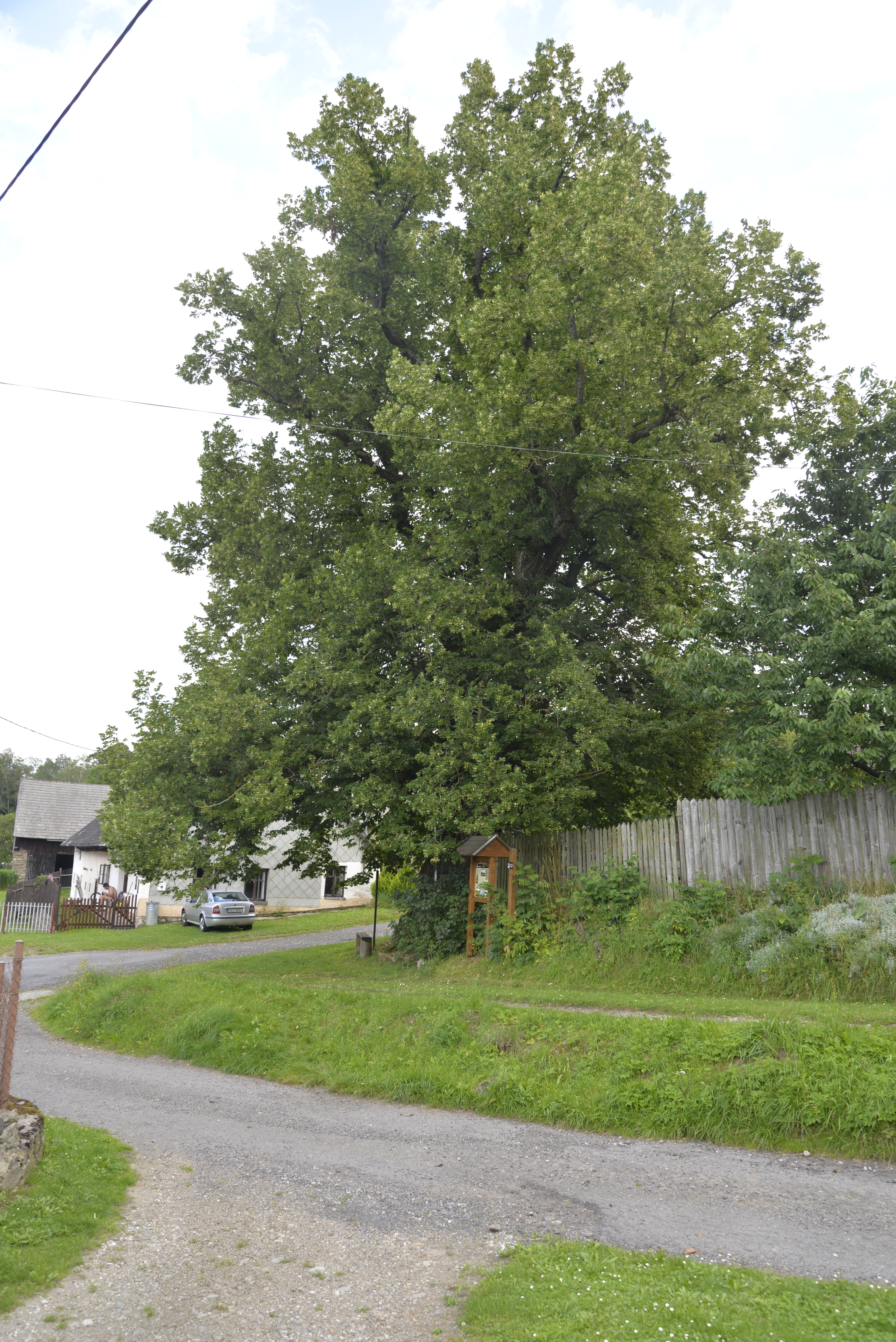

Trsická lípa je památný strom ve vsi Trsice, jihozápadně od Sušice. Lípa malolistá (Tilia cordata) roste na návsi u křížku, v nadmořské výšce 550 m. Obvod jejího kmene měří 667 cm a koruna stromu dosahuje do výšky 32 m (měření 1998). Lípa je chráněna od roku 1985 pro svůj vzrůst, věk a jako krajinná dominanta.

## Stromy v okolí
- Chamutická lípa (0,7 km jz.)
- Kněžický klen (1,4 km zsz.)
- Kojšická lípa (1,7 km jjz.)
- Lípa pod penzionem v Jiřičné (1,6 km jz.)
- Lípa pod statkem v Chamuticích (0,9 km jjz.)
- Tichých lípa (Kojšice, 1,6 km jjz.)
- Vlastějovská lípa (2,5 km jz.)
- Volšovská lípa (2,3 km v.)